# Howittia
Howittia es un género monotípico de plantas con flores de la familia  Malvaceae. Su única especie, Howittia trilocularis F.Muell., es originaria de Australia. 

## Descripción
Howittia trilocularis es un arbusto que crece entre 1 y 3 metros de altura. Tiene hojas lanceloladas a ovadas de hasta 10 cm de largo que son verde oscuro por el haz y blanco o amarillo a marrón por el envés. Las flores,  varían en color desde lavanda a malva profundo, y se producen en largos pedúnculos desde finales de primavera hasta el verano.

## Distribución y hábitat
Se presenta entre los eucaliptos en los bosques de Nueva Gales del Sur, Victoria y Australia del Sur.

## Taxonomía
Fue descrito por Ferdinand von Mueller  y publicado en Transactions and Proceedings of the Victorian Institute for the Advancement of Science  1854-1855: 116, en el año 1855.

## Etimología
Howittia fue nombrada en honor de Godfrey Howitt un entomólogo australiano y aficionado a la botánica.